# Mark Tewksbury
Mark Roger Tewksbury (né le 7 février 1968) est un nageur canadien et un militant pour les droits des gays et lesbiennes. Il est connu pour avoir remporté l'épreuve du 100 mètres dos aux Jeux olympiques de Barcelone. Lors des Jeux olympiques d'été de 1988, il remporte la médaille d'argent avec le relais 4 × 100 m 4 nages. Il remporte la médaille de bronze pour la même épreuve lors des Jeux olympiques d'été de 1992.
Aux Jeux du Commonwealth en 1990, Mark gagne la médaille d'or au 100 mètre dos. En 1992, durant un entraînement, il établit un nouveau record mondial dans un bassin de 25 mètres.
En 2011, il fait une conférence pour les nageurs de l'équipe de la natation Blue Machine.
En 1998, il a déclaré publiquement son homosexualité. Il a été nommé coprésident d'honneur en 2017 pour l'édition spécial de Fierté Canada Pride pour Fierté Montréal.